# الحركة الوطنية الأوغندية
الحركة الوطنية الأوغندية هي حزب سياسي منحل في أوغندا. أسسه يوري موسيفيني وشارك في الانتخابات العامة في ديسمبر 1980، والتي فاز بها مؤتمر الشعب الأوغندي بزعامة ميلتون أوبوتي. كانت نتائج الانتخابات محل نزاع، مما دفع موسيفيني إلى تشكيل حركة المقاومة الوطنية وجناحها العسكري — جيش المقاومة الوطنية — التي شن معها تمردًا ضد حكومة أوبوتي. في عام 1986، أصبح موسيفيني رئيسًا وتولى السلطة منذ ذلك الحين.